# Chrysoprasis tendira
Chrysoprasis tendira är en skalbaggsart som beskrevs av Dilma Solange Napp och Martins 1998. Chrysoprasis tendira ingår i släktet Chrysoprasis och familjen långhorningar. Inga underarter finns listade i Catalogue of Life.